# КУД Бранислав Нушић Владичин Хан
КУД Бранислав Нушић из Владичиног Хана је културно уметничко друштво које је почело са радом тридесетих година 20. века и све до осамдесетих радило је повремено, да би од 1983. године радило у континуитету.

## Активности и гостовања
Друштво има око 250 чланова разврстаних у узрасне категорије: школа фолклора, млађа група деце, старија група деце, омладински узраст, први наступни ансамбл и ветерани. Радом друштва руководе Ненад Јаковљевић управник друштва и кореограф и Александар Петковић, уметнички рукуводилац.
КУД „Бранислав Нушић” кроз игру и песму, промовише Владичин Хан и приказујући обичаје из различитих делова Србије: Владичиног Хана, Врања, Босилеграда, Влашких предела, Шумадије и других крајева не само у Србији већ и широм Европе. Балкански фестивал фолклора у Ћустендилу био је прва одредница и први велики успех друштва. Следили су гостовања у Румунији, Бугарској, Чешкој, Мађарској, Грчкој, Италији, Француској, Шпанији, Немачкој, Пољској, Македонији, Републици Српској, Турској, Шведској и другим земљама.

## Награде и признања
Неговањем традиције и очувањем интегритета српског народа, друштво је освајало многобројна признања. Више пута је било у друштву најбољих ансамбала Србије, носилац је сребрне и бронзане плакете, освајало награде за најбољу кореографију, за најбоље изведену кореографију, за успешан истраживачки рад и још много награда, захвалница и диплома.